# Saltviks kyrka
Saltviks kyrka i Saltvik på Åland är stenkyrka från slutet av 1200-talet tillägnad Jungfru Maria, Jesu mor. Kyrkan var i äldre tid huvudkyrka på Åland. 

## Historia
Mariakyrkan ligger i Ålands rikaste järnåldersbyggd omgiven av flera järnåldersgravfält och med Ålands största gravfält, Johannisberg, alldeles intill.
Spår av vikingatida bebyggelse har hittats under och runt omkring kyrkan. 
Sannolikt har en äldre träkyrka funnits på platsen även om inga spår efter den har hittats.

## Kyrkobyggnaden
Saltviks kyrka är byggd i röd granit. Det tvåvalviga långskeppet, uppfördes i sin första form mot slutet av 1200-talet.
Vapenhuset tillkom på 1370-talet och tornet uppfördes 1381.

Kyrkan har vid upprepade tillfällen utsatts för stora ombyggnader och lämnades utan underhåll under en lång tid efter reformationen.

## Väggmålningar
Väggmålningarna tillkom under 1400-talet men de blev till största delen övermålade av lutherska målningar utförda av Mäster Mårten Johansson efter reformationen.

## Inventarier

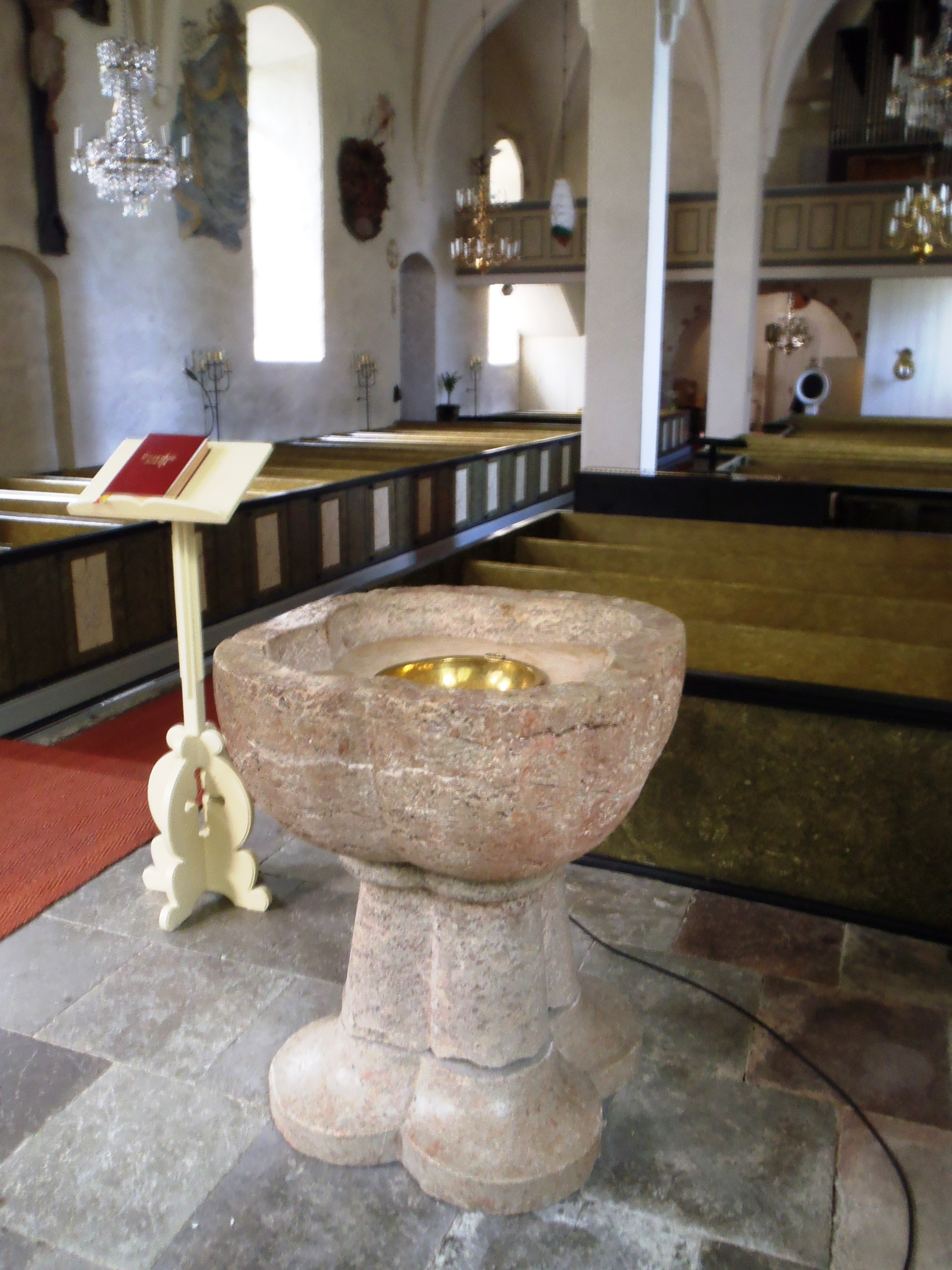
Klöverformad gotländsk dopfunt.

- En altartavla som föreställer Kristus i Getsemane utförd av Robert Wilhelm Ekman från 1862
- Ett medeltida altarskåp av östbaltiskt ursprung från mitten av 1400-talet
- Ett efterreformatoriskt altarskåp i Saltviks kyrka snidat av Mathias Reiman från Åbo, målades och förgylldes av Mårten Johansson donerat 1666
- Ett krucifix från 1250-talet
- En dopfunt från Gotland från mitten av 1200-talet
- En silverkalk donerad av åbokaniken Laurentius Arnberni till kyrkan 1346

### Orgel
- 1837 bygger Carl Petter Sundquist en orgel med 8 stämmor.
- 1900 bygger Zachariassen en orgel med 9 stämmor.
- 1934 bygger Rieger en orgel med 20 stämmor.
- 1973 bygger Virtanen en orgel med 19 stämmor. 2003 byggde man om pedalmekaniken och omintonera.[3]

| Huvudverk I C-g3 | Svällverk II C-g3 | Pedal C-d1   | Koppel |
| Principal 8’     | Spetsgedakt 8'    | Subbas 16'   | I/P    |
| Rörflöjt 4'      | Nachthorn 4'      | Principal 8' | II/P   |
| Oktav 4'         | Principal 2'      | Oktav 4'     | II/I   |
| Koppelflöjt 4'   | Spetskvint 1 1/3' | Fagott 16'   |        |
| Gemshorn 2'      | Sesquialtera 2 ch |              |        |
| Mixtur 3-4 ch    | Dulcian 16'       |              |        |
| Trumpet 8'       | Oboe 8'           |              |        |
|                  | Tremolo           |              |        |